# Wernicke-Gletscher
Der Wernicke-Gletscher ist ein 33 km langer Talgletscher in Südzentral-Alaska. Er befindet sich im Chugach National Forest 85 km ostnordöstlich von Cordova.

## Geografie
Das 1700 m hoch gelegene Nährgebiet des Wernicke-Gletschers befindet sich in den Chugach Mountains 14 km nordwestlich des Mount Tom White. Es grenzt im Westen an das Nährgebiet des Van-Cleve-Gletschers. Der Wernicke-Gletscher strömt anfangs 5 km nach Nordosten, wo er auf den weiter östlich gelegenen Fan-Gletscher trifft. Der im Mittel 1,7 km breite Wernicke-Gletscher wendet sich nach Westen. Er strömt 25 km in westlicher Richtung und endet 11 km östlich vom Unterlauf des Copper River auf einer Höhe von etwa 250 m. Der Wernicke River bildet den Abfluss des Gletschers zum Copper River hin. Der Wernicke-Gletscher befindet sich im Rückzug.

## Namensgebung
Der Gletscher erhielt im Jahr 1959 vom U.S. Geological Survey (USGS) seinen heutigen Namen. Der Name leitet sich vermutlich vom Wernicke River ab, der nach L. Wernicke benannt wurde, einem Ingenieur, der am Bau der Copper River and Northwestern Railway beteiligt war.